# Guglielmo Enrico di Nassau-Saarbrücken
Guglielmo Enrico di Nassau-Saarbrücken (Usingen, 6 marzo 1718 – Saarbrücken, 24 luglio 1768) fu principe di Nassau-Saarbrücken dal 1735 fino alla sua morte.

## Biografia

### I primi anni
Guglielmo Enrico era figlio quintogenito del principe Guglielmo Enrico di Nassau-Usingen e della principessa Carlotta Amalia di Nassau-Dillenburg. Suo padre morì appena poche settimane prima della sua nascita e pertanto sua madre gli fece da tutrice sino alla di lei morte nel 1738. Ella predispose per il figlio un'educazione completa all'insegna della fede calvinista. Nel 1730 e nel 1731, Guglielmo Enrico ed il fratello si iscrissero all'Università di Strasburgo. Guglielmo Enrico nello specifico studiò anche per qualche tempo all'Università di Ginevra, all'epoca molto popolare tra gli studenti di fede riformata. Il suo Grand Tour fece tappa alla corte di Luigi XV di Francia.
Dopo la morte della madre, suo fratello Carlo fu reggente sino al 1741 quando Guglielmo Enrico non raggiunse la maggiore età. Nel 1741 i due fratelli decisero di dividersi l'eredità paterna: Carlo ricevette Nassau-Usingen sulla riva destra del Reno, mentre Guglielmo Enrico ottenne il Nassau-Saarbrücken sulla riva sinistra. A quell'epoca il Nassau-Saarbrücken aveva una superficie di 12 km quadrati ed una popolazione di 22.000 abitanti il che lo rendeva il più piccolo principato del Sacro Romano Impero.

### La politica e l'economia
Poco dopo la sua ascesa al potere, Guglielmo Enrico prese parte col suo reggimento Real Tedesco alla Guerra di Successione austriaca. Nel 1742 prese la decisione di vendere il suo reggimento al langravio d'Assia-Darmstadt, durante la sua permanenza a Francoforte in occasione dell'incoronazione di Carlo VII. Fu in quest'occasione inoltre che egli incontrò per la prima volta la principessa Sofia di Erbach, sua futura moglie.
Egli prese parte poi alla Guerra dei Sette anni, ancora una volta con truppe proprie, mantenendo forti legami con la Francia, suo potente vicino e recandosi sovente a Parigi ove ricevette anche onori militari tra cui al promozione a feldmaresciallo.
Guglielmo Enrico riformò internamente al suo stato l'amministrazione e la giustizia. Egli separò queste due brache del governo e mise in pratica le nozioni dell'assolutismo illuminato tipico di quell'epoca, tra le quali spiccò sopra ogni altra la politica economia cameralistica. Egli prese delle misure per standardizzare le tasse ed introdusse un catasto moderno sul modello austriaco. Promosse inoltre moderni metodi agricoli, come la coltivazione delle patate. A livello industriale promosse notevolmente la creazione di miniere di carbone e di ferro, nazionalizzandole servendosi di imprenditori come l'ebreo tedesco Herz Cerfbeer von Medelsheim. Egli gettò le basi per un'economia locale di tipo protoindustriale, che porterà poi all'evoluzione della Saarland come regione altamente industrializzata. Malgrado l'aumento di queste entrate, nel complesso la situazione economica del suo stato non migliorò, soprattutto a causa delle sue continue spese per costruzioni ed attività edilizie.
Guglielmo Enrico morì a Saarbrucken il 24 luglio 1768.

## Nuovi palazzi e residenze

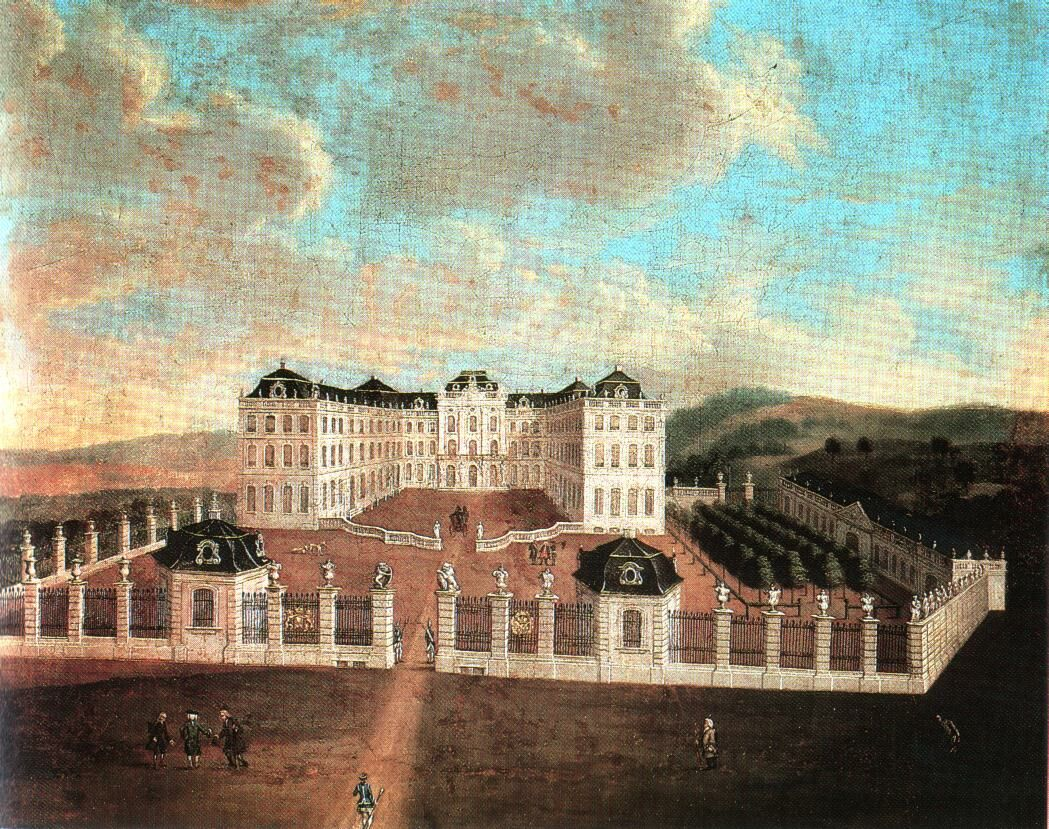
Il castello di Saarbrücken

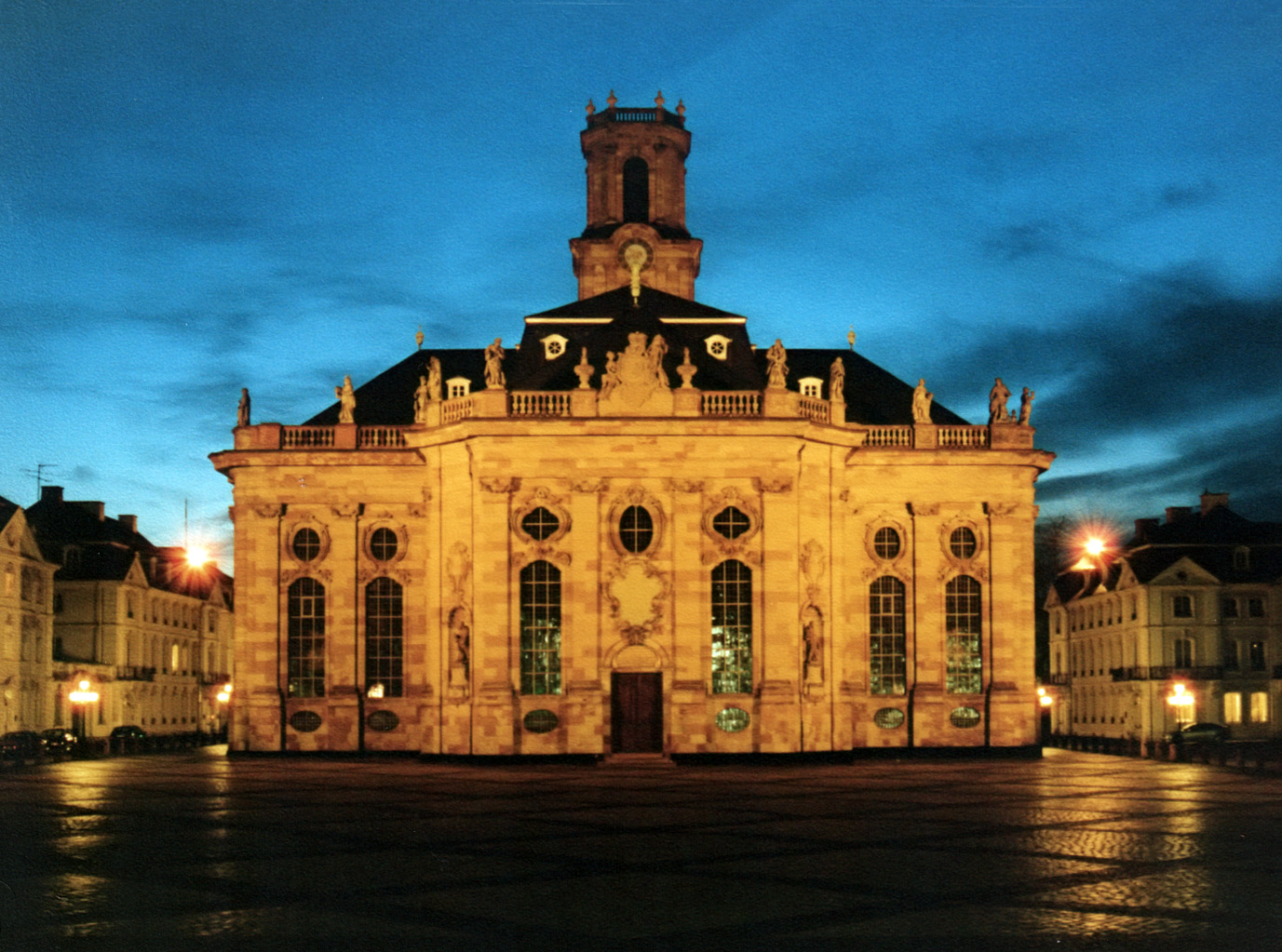
Il portale d'ingresso della Ludwigskirche

All'inizio del suo regno, Guglielmo Enrico decise di spostare la sede della propria corte da Usingen a Saarbrücken e qui iniziò lo sviluppo di una nuova capitale. La città era stata pesantemente intaccata dalla confusione della Guerra dei Trent'anni e dalla Guerra delle Riunioni. La nuova capitale venne quindi ridisegnata in stile barocco dall'architetto Friedrich Joachim Stengel. Costruzioni tipiche di questo periodo sono il Castello di Saarbrücken, la Ludwigskirche e la Basilica di San Giovanni, oltre ad un gran numero di palazzi e case comuni. La costruzione da zero della città comportò immensi debiti che dovettero essere adempiuti poi dal figlio e successore, il principe Luigi.

## L'assolutismo illuminato
Guglielmo Enrico come altri principi suoi contemporanei, portò avanti una politica di assolutismo illuminato. Egli nello specifico, al posto di portare avanti i principi stessi dell'illuminismo con riforme grandiose di tipo legale, s concentrò sullo stimolo economico alla propria terra ed all'esercizio della tolleranza religiosa il che contribuì a donargli un tono patriarcale nei confronti della sua patria, come l'immagine del principe rinascimentale che tentava con ogni proprio potere di regolare tutte le parti della vita dei propri sudditi, e che era pronto asopprimere duramente le proteste sociali.

## Matrimonio e figli

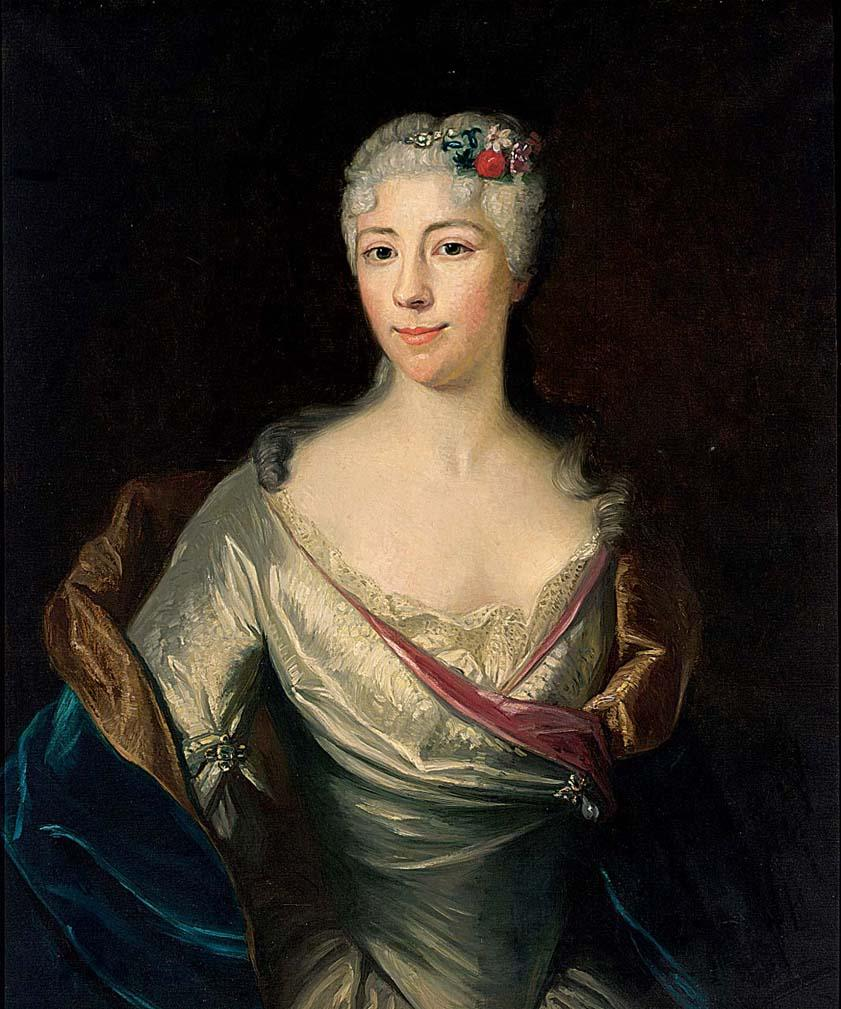
Sofia di Erbach-Erbach, ritratto di anonimo, circa 1750

Guglielmo Enrico sposò il 28 febbraio 1742 a Erbach, Sofia (1725–1795), figlia del conte Giorgio Guglielmo di Erbach. La coppia ebbe i seguenti figli:
- Sofia Augusta (1743–1745)
- Luigi (1745–1794), principe di Nassau-Saarbrücken
- Federico Augusto (1748–1750)
- Anna Carolina (1751–1824), sposò:
  1. nel 1769 il duca Federico Guglielmo Enrico
  2. nel 1782 il duca Federico Carlo Ferdinando di Braunschweig-Bevern
- Guglielmina Enrichetta (1752–1829)

sposò nel 1783 Louis Armand de Seiglières, marchese di Soyecourt-Feuquières

## Ascendenza
|                                                  |                                                        |                                                   | Genitori                                                   |  |  | Nonni |  |  | Bisnonni                                    |  |  | Trisnonni                           |  |
|                                                  |                                                        |                                                   |                                                            |  |  |       |  |  | Wilhelm Ludwig, conte di Nassau-Saarbrücken |  |  | Ludwig II, conte di Nassau-Weilburg |  |
|                                                  |                                                        |                                                   |                                                            |  |  |       |  |  | Wilhelm Ludwig, conte di Nassau-Saarbrücken |  |  | Ludwig II, conte di Nassau-Weilburg |  |
|                                                  |                                                        | Anna Maria von Hessen-Kassel                      |                                                            |  |  |       |  |  | Wilhelm Ludwig, conte di Nassau-Saarbrücken |  |  |                                     |  |
| Walrad, conte di Nassau-Usingen                  |                                                        |                                                   |                                                            |  |  |       |  |  | Wilhelm Ludwig, conte di Nassau-Saarbrücken |  |  |                                     |  |
|                                                  |                                                        | Anna Amalia von Baden-Durlach                     | Georg Friedrich, margravio di Baden-Durlach                |  |  |       |  |  |                                             |  |  |                                     |  |
|                                                  |                                                        | Anna Amalia von Baden-Durlach                     | Georg Friedrich, margravio di Baden-Durlach                |  |  |       |  |  |                                             |  |  |                                     |  |
|                                                  |                                                        | Anna Amalia von Baden-Durlach                     | Juliane Ursula zu Salm-Neufville                           |  |  |       |  |  |                                             |  |  |                                     |  |
| Wilhelm Heinrich, principe di Nassau-Usingen     |                                                        | Anna Amalia von Baden-Durlach                     |                                                            |  |  |       |  |  |                                             |  |  |                                     |  |
|                                                  |                                                        | Eustache II de Croÿ, conte di Roeulx              | Claude de Croÿ, signore di Creseques, Clarques e Rebecques |  |  |       |  |  |                                             |  |  |                                     |  |
|                                                  |                                                        | Eustache II de Croÿ, conte di Roeulx              | Claude de Croÿ, signore di Creseques, Clarques e Rebecques |  |  |       |  |  |                                             |  |  |                                     |  |
|                                                  |                                                        | Eustache II de Croÿ, conte di Roeulx              | Anne d'Estourmel, signora di Guinegate                     |  |  |       |  |  |                                             |  |  |                                     |  |
| Catherine Françoise de Croÿ-Roeulx               |                                                        | Eustache II de Croÿ, conte di Roeulx              |                                                            |  |  |       |  |  |                                             |  |  |                                     |  |
|                                                  |                                                        | Theodora Gertrud Maria Kettler, baronessa di Lage | Wilhelm Kettler, signore di Lage                           |  |  |       |  |  |                                             |  |  |                                     |  |
|                                                  |                                                        | Theodora Gertrud Maria Kettler, baronessa di Lage | Wilhelm Kettler, signore di Lage                           |  |  |       |  |  |                                             |  |  |                                     |  |
|                                                  |                                                        | Theodora Gertrud Maria Kettler, baronessa di Lage | Elisabeth van Bronckhorst-Batenburg                        |  |  |       |  |  |                                             |  |  |                                     |  |
| Wilhelm Heinrich, principe di Nassau-Saarbrücken |                                                        | Theodora Gertrud Maria Kettler, baronessa di Lage |                                                            |  |  |       |  |  |                                             |  |  |                                     |  |
|                                                  | Georg Ludwig, principe ereditario di Nassau-Dillenburg | Ludwig Heinrich, principe di Nassau-Dillenburg    |                                                            |  |  |       |  |  |                                             |  |  |                                     |  |
|                                                  | Georg Ludwig, principe ereditario di Nassau-Dillenburg | Ludwig Heinrich, principe di Nassau-Dillenburg    |                                                            |  |  |       |  |  |                                             |  |  |                                     |  |
|                                                  | Georg Ludwig, principe ereditario di Nassau-Dillenburg | Katharina von Sayn-Wittgenstein                   |                                                            |  |  |       |  |  |                                             |  |  |                                     |  |
| Heinrich, principe di Nassau-Dillenburg          | Georg Ludwig, principe ereditario di Nassau-Dillenburg |                                                   |                                                            |  |  |       |  |  |                                             |  |  |                                     |  |
|                                                  |                                                        | Anna Auguste von Braunschweig-Wolfenbüttel        | Heinrich Julius, duca di Brunswick e Lüneburg              |  |  |       |  |  |                                             |  |  |                                     |  |
|                                                  |                                                        | Anna Auguste von Braunschweig-Wolfenbüttel        | Heinrich Julius, duca di Brunswick e Lüneburg              |  |  |       |  |  |                                             |  |  |                                     |  |
|                                                  |                                                        | Anna Auguste von Braunschweig-Wolfenbüttel        | Elisabeth af Danmark                                       |  |  |       |  |  |                                             |  |  |                                     |  |
| Charlotta Amalia von Nassau-Dillenburg           |                                                        | Anna Auguste von Braunschweig-Wolfenbüttel        |                                                            |  |  |       |  |  |                                             |  |  |                                     |  |
|                                                  |                                                        | Jerzy III, principe di Brieg                      | Jan Chrystian, duca di Brieg                               |  |  |       |  |  |                                             |  |  |                                     |  |
|                                                  |                                                        | Jerzy III, principe di Brieg                      | Jan Chrystian, duca di Brieg                               |  |  |       |  |  |                                             |  |  |                                     |  |
|                                                  |                                                        | Jerzy III, principe di Brieg                      | Dorothea Sibylle von Brandenburg                           |  |  |       |  |  |                                             |  |  |                                     |  |
| Dorota Elżbieta Brzeskia                         |                                                        | Jerzy III, principe di Brieg                      |                                                            |  |  |       |  |  |                                             |  |  |                                     |  |
|                                                  |                                                        | Sophie Katharina von Münsterberg-Oels             | Karl II, conte di Münsterberg-Oels                         |  |  |       |  |  |                                             |  |  |                                     |  |
|                                                  |                                                        | Sophie Katharina von Münsterberg-Oels             | Karl II, conte di Münsterberg-Oels                         |  |  |       |  |  |                                             |  |  |                                     |  |
|                                                  |                                                        | Sophie Katharina von Münsterberg-Oels             | Elżbieta Magdalena Brzeskia                                |  |  |       |  |  |                                             |  |  |                                     |  |
|                                                  |                                                        | Sophie Katharina von Münsterberg-Oels             |                                                            |  |  |       |  |  |                                             |  |  |                                     |  |